# Teatr Dramatyczny 2 Korpusu Polskiego
Teatr Dramatyczny 2 Korpusu Polskiego – polski teatr frontowy towarzyszący 2 Korpusowi Polskiemu, a po wojnie działający na emigracji.

## Historia

### Początki teatru frontowego
Początkowo wojsku Andersa towarzyszył lżejszy repertuar w wykonaniu rozproszonych mniejszych grup teatralnych. Do stacjonującej na terenie ZSRR Armii Polskiej dołączali Polki i Polacy zwalniani z obozów oraz miejsc odosobnienia w wyniku amnestii dla ludności polskiej, wśród których było wielu artystów.
Sztab armii mieścił się w Buzułuku. To tam w pomieszczeniach sztabowych organizowano pierwsze koncerty, akademie i odczyty. Pierwszy uroczysty koncert odbył się w grudniu 1941 podczas wizytacji polskich oddziałów przez premiera rządu londyńskiego i Naczelnego Wodza Polskich Sił Zbrojnych gen. Władysława Sikorskiego.
Spośród szybko powstających zespołów teatralnych, których członkowie w przyszłości stworzą Teatr Dramatyczny, do najważniejszych należały: teatr 6 Dywizji Piechoty, Teatr Polowy, zwany też Czołówką Rewiową, założony przez aktora i reżysera, członka kabaretu Qui Pro Quo Kazimierza Krukowskiego (powołany rozkazem Dowództwa Polskich Sił Zbrojnych w ZSRR z 30 października 1941) oraz pierwszy teatr żołnierski na Wschodzie, który powstał w miejscowości Tockoje z inicjatywy reżysera teatralnego Wacława Radulskiego. W zamyśle Sztabu Głównego to ten ośrodek miał się stać najważniejszym teatrem tworzącego się wojska, jednakże ewakuacja armii z ZSRR, wskutek stopniowego pogarszania się stosunków polsko-radzieckich, przekreśliła te plany.
Początkowy repertuar były to zatem głównie rewie, programy muzyczne, skecze czy Jasełka. W tych ostatnich trzej królowie wjeżdżali na wielbłądach, a publiczność zgromadzona była pod gwiaździstym niebem. Ta działalność artystyczna, choć wówczas jeszcze nie najwyższych lotów, wzmacniała morale Polek i Polaków.
Wacław Radulski, późniejszy dyrektor artystyczny Teatru Dramatycznego 2 Korpusu, pisał:

Prawie jednocześnie z pierwszymi ćwiczeniami wojskowymi odbyły się pierwsze przedstawienia, które dla żołnierza,
od dwóch blisko lat niesłyszącego słowa wolnego od obcej cenzury, były przeżyciem wręcz wyjątkowym.

### Powstanie Teatru Dramatycznego
Po ewakuacji polskich oddziałów na Bliski Wschód, zaczęto coraz mocniej podkreślać potrzebę utworzenia teatru dramatycznego z prawdziwego zdarzenia, który miałby nie tylko nieść pokrzepienie walczącym, ale też stanowić podwaliny pod przyszłe powojenne życie kulturalne. Orędownikiem tego pomysłu był m.in. Józef Czapski, malarz i rysownik ocalały z sowieckiej niewoli i z katyńskiej masakry, który był szefem Wydziału Propagandy i Informacji przy Armii Polskiej na Wschodzie. Jednym z głównych promotorów tej idei był również Wacław Radulski.
Żołnierski Teatr Dramatyczny Armii Polskiej na Wschodzie powstał 1 kwietnia 1943 w Iraku, w Bagdadzie. Trzon nowo powstałego teatru stanowiły zespoły teatralne, które opuściły Związek Radziecki wraz z Armią Polską, a także członkowie Czołówki Teatralnej Brygady Karpackiej, stacjonującej już na Bliskim Wschodzie. Początkowo dyrektorem został Radulski, jednakże od 1 czerwca oficjalnie tę funkcję pełniła aktorka Jadwiga Domańska, Radulski zaś został kierownikiem artystycznym oraz głównym reżyserem. Od tamtej chwili aż do końca wojny struktura i organizacja samego teatru nie uległy większym zmianom, jedynie skład osobowy stopniowo się rozbudowywał. Jadwiga Domańska w sprawozdaniu za rok 1943 napisała:

Przez zespół Teatru [Dramatycznego] przewinęło się 16 osób, bądź to zawodowych artystów dramatycznych, bądź też aktorów rewiowych i takich, którzy z Teatrem dawniej współpracowali, 4 osoby wykwalifikowanego zespołu technicznego, 1 zawodowy reżyser, 1 zawodowy dekorator teatralny. Ponadto w zespole aktorskim pracowało 7 amatorów.

Wielu aktorów oraz członków personelu pomocniczego odchodziło, ale znacznie więcej dołączało do zespołu. Z broszury na czterolecie Teatru Dramatycznego wynika, że przez teatr przewinęło się ponad sto osób – aktorów i reżyserów, scenografów, muzyków, choreografów, a także personelu pomocniczo-technicznego.
Pierwszą premierą Teatru Dramatycznego była sztuka Herminii Naglerowej, członkini Pomocniczej Służby Kobiet przy Armii Andersa, pt. Tu jest Polska. Utwór ukazywał walkę Polaków w 1939, jego akcja rozgrywała się w małym miasteczku okupowanym przez Niemców (chociaż autorka znała jedynie realia okupacji sowieckiej). Sztuka miała wyraźnie antyniemiecką wymowę. Podkreślała też przynależność Kresów Wschodnich do Rzeczypospolitej. Był to znaczący komentarz do aktualnych wydarzeń politycznych – dyskusji na temat przyszłej powojennej wschodniej granicy Polski. Reżyser przedstawienia, Wacław Radulski wraz z Józefem Czapskim uważali za konieczne, by widzom, zwolnionym niedawno z sowieckich łagrów, uświadomić, co dzieje się w kraju i że może istnieć gorszy terror niż ten, którego sami doświadczyli. Radulski wspomina:

Pamiętam natomiast moje z nią rozmowy o potrzebie uświadomienia żołnierzy o terrorze niemieckim w Polsce. Ponieważ olbrzymia większość Armii Polskiej na Wschodzie (później II Korpus) składa się z byłych więźniów sowieckich, wszyscy mieli w świeżej pamięci własne krzywdy i nie mogli sobie wyobrazić, że coś gorszego może dziać się w kraju. Korpus miał jednak walczyć przeciw Niemcom, uświadomienie o sytuacji wydawało się nam czymś bardzo potrzebnym. Zgadzaliśmy się pod tym względem wszyscy: zarówno pani Herminia, jak Józef Czapski, ówcześnie kierownik spraw kulturalnych, jak i ja sam.

Próby odbywały się na dachu budynku na przedmieściach Bagdadu, gdzie mieścił się Oddział Propagandy. Prapremiera sztuki odbyła się 8 maja 1943 w Bagdadzie. Miejscem pokazu był Teatr Królewski w Bagdadzie. Na premierze, zapowiadanej w mieście afiszami w trzech językach: po polsku, angielsku i arabsku, pojawili się: sam regent Iraku Fajsal II i gen. Władysław Anders. Na widowni obecni byli liczni Arabowie. Zachęcony sukcesem zespół ruszył w pustynne tournée, docierając do kilku innych oddziałów. Do 5 lipca 1943 sztukę zagrano 25 razy.
W lipcu 1943 został utworzony 2 Korpus Polski, któremu w szlaku bojowym towarzyszył zespół teatralny już pod nazwą Teatr Dramatyczny 2 Korpusu Polskiego.
Kolejnym przedsięwzięciem teatru była klasyka polskiej komedii, Damy i huzary Aleksandra Fredry. Scenograf Ludwik Wiechecki stworzył na pustynnej scenie polski dworek i kostiumy z epoki. Aktor
Hugo Krzyski tak wspomina tę scenografię:

Sceneria tej premiery była wyjątkowa i niepowtarzalna: pustynia, noc, wyiskrzone gwiazdami niebo, widownia żołnierska na olbrzymiej hałdzie piasku i w »lożach«, czyli na samochodach, których latarnie skierowane na scenę dodatkowo ją oświetlały, oprócz agregatora głęboko ustawionego w pustyni, by zniwelować jego hałas i wreszcie ten polski dworek wyczarowany na irackim piasku przez scenografa Wiecheckiego, huzarskie mundury i frywolne kiecki.

Kiedy na scenie padła kwestia Majora „Grzesiu, wystrzel z moździerza!” rozległ się wystrzał z prawdziwej armaty. Według relacji Hugona Krzyskiego:

Wystrzeliła oryginalna przeciwlotnicza armata […]. Oczywiście wrażenie kolosalne, tylko niestety armata stała za blisko, podmuch zmiótł część dekoracji, a aktorów obsypała lawina piasku. Pół godziny trwało doprowadzanie sceny i wykonawców do porządku. Widownia szalała.

Spektakl był grany 52 razy dla blisko 40 tys. widzów.
Kolejne dwie premiery odbyły się już w Palestynie. Pierwszą z nich był Dom otwarty Michała Bałuckiego. Druga to Sprawa nr 113, autorstwa młodego poety, żołnierza Brygady Karpackiej, Jerzego Laskowskiego. Spektakl, którego premiera odbyła się 25 lutego 1944 w mieście Rechowot, opowiadał historię pochodzącego ze Śląska Polaka, którego wcielono do Wehrmachtu. Bohater za wszelką cenę starał się przedostać do polskich oddziałów stacjonujących pod Tobrukiem. Inspiracją dla autora dramatu były akta sprawy (żołnierz został oskarżony o dezercję i wydano na niego wyrok śmierci) znalezione przez polskich żołnierzy w opuszczonych przez Niemców budynkach w Libii.
Podczas pobytu w Palestynie grano w teatrach miejskich Tel Awiwu i Jerozolimy – także dla miejscowej ludności, przede wszystkim dla polskich Żydów, którzy wyemigrowali do Palestyny w dwudziestoleciu międzywojennym.

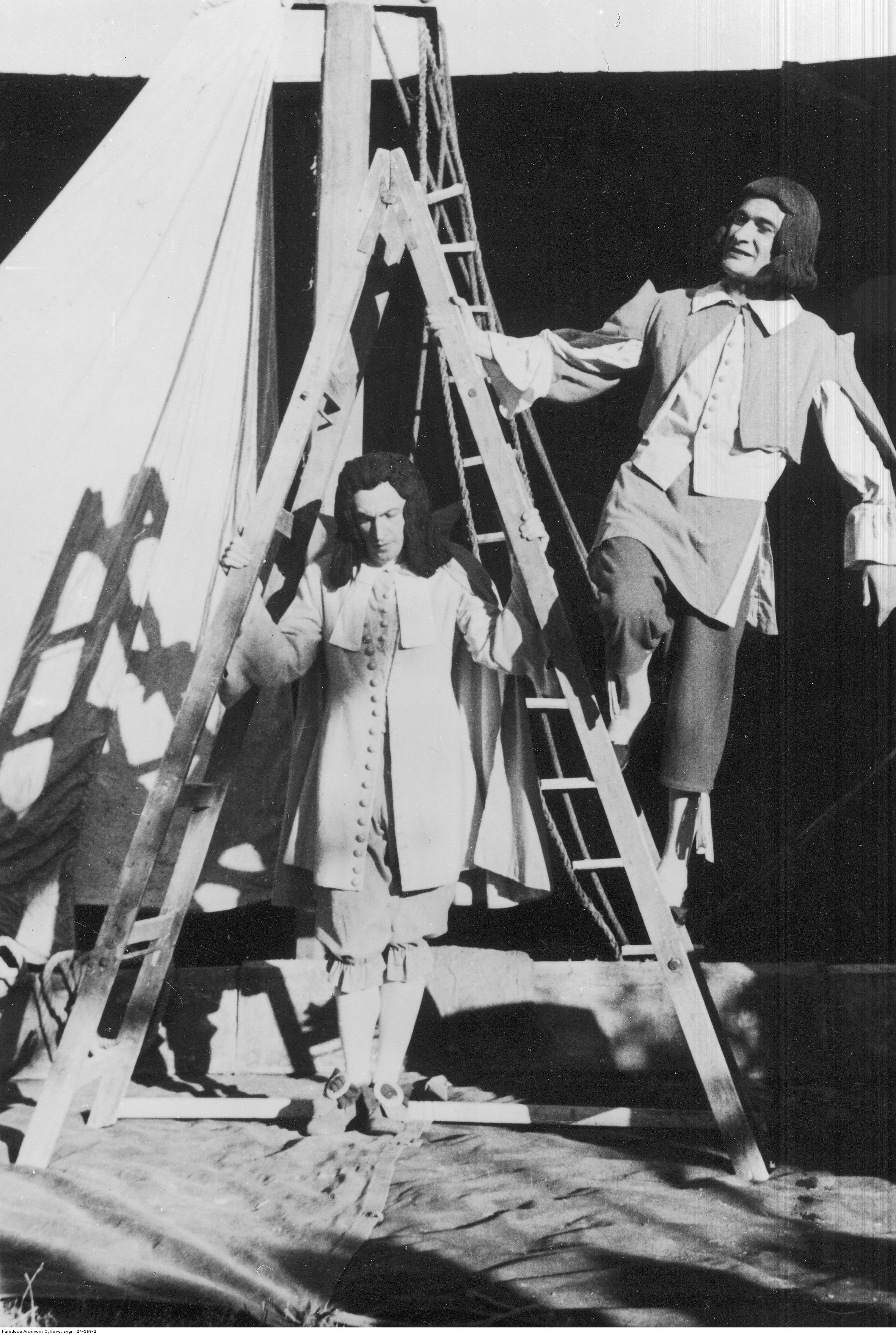
Inscenizacja przedstawienia Szelmostwa Skapena

Próby do kolejnej premiery rozpoczęto już w Egipcie, gdzie przeniosła się armia, a razem z nią teatr. Było to Wesele na Górnym Śląsku – widowisko ludowe opracowane przez Stanisława Ligonia. Chociaż buty do spektaklu szył nadworny kairski szewc, do pokazu w Egipcie nie doszło. 2 Korpus Polski został przetransportowany do Włoch, a spektakl został wystawiony już w Europie. Wcześniej jednak postanowiono wystawić Moliera. Próby do Szelmostw Skapena odbywały się w stajniach w okolicy portu Tarent w Apulii. Powrócono do prób przygotowywanego jeszcze w Egipcie Wesela na Górnym Śląsku. W niektórych próbach uczestniczył autor, Stanisław Ligoń. Wyczekiwana premiera odbyła się w Ankonie (zdobytej dwa dni wcześniej przez polską armię). W premierze tej wziął udział cały ówczesny sztab brytyjskiej 8 Armii, dowództwo 2 Korpusu oraz Naczelny Wódz i Generalny Inspektor Sił Zbrojnych gen. Kazimierz Sosnkowski.
Podczas kampanii włoskiej przedstawienia grano w dzień, gdyż bliskość frontu uniemożliwiała korzystanie ze sztucznego oświetlenia. Na porządku dziennym były także huki wystrzałów czy wybuchy ostatnich min w trakcie spektakli. Codziennie występowano także dla rannych przebywających w szpitalach zorganizowanych przez Bazę Korpusu. W szpitalu odbyła się także trzecia premiera na włoskiej ziemi – program Pastorałek Łukasza Pągowskiego.
Następnie wystawiono Zemstę Fredry, do której próby odbywały się w Rzymie, a pierwszy pokaz miał miejsce w Castrocaro równolegle do trwających w Apeninach walk. Następnie jej przedstawienia odbywały się dzień w dzień w zdobytej, ale wciąż jeszcze gęsto ostrzeliwanej Faenzy. Spektakl cieszył się tak dużym powodzeniem, że teatr był zawsze przepełniony.
We Włoszech Teatr Dramatyczny 2 Korpusu wystawiał także wcześniejsze sztuki, m.in. komedię Damy i huzary Aleksandra Fredry, Tu jest Polska Naglerowej, Sprawę nr 113 Jerzego Laskowskiego. W maju 1945, w czasie zwycięskiego marszu na Bolonię, zorganizował widowisko oparte na komedii dell’arte Carlo Gozziego – Księżniczkę Turandot. W okresie świąt Bożego Narodzenia zaprezentował Misterium Bożego Narodzenia. W sumie dał 170 przedstawień, w tym kilka koncertów dla rannych w szpitalach.
Wojna się zakończyła, ale teatr nie przestał funkcjonować. Od sierpnia 1945 do maja 1946 Teatr Dramatyczny 2 Korpusu Polskiego przebywał w Recanati, gdzie wystawił m.in. Mirandolinę Carlo Goldoniego, Wiele hałasu o nic Szekspira i Gdzie diabeł nie może… Romana Niewiarowicza. Zespół powiększył się o wartościową grupę aktorów teatru założonego w Lingen przez Leona Schillera, którzy nie zdecydowali się wrócić ze swym dyrektorem do kraju. Przy teatrze powstała Szkoła Dramatyczna (Studium Teatralne), wykładali w niej m.in. Leopold Kielanowski i Wacław Radulski.
W Recanati odbywały się próby starego wodewilu pióra Jana Nepomucena Kamińskiego – Skalmierzanki. Ostatnim przedstawieniem Teatru Dramatycznego na terenie Włoch było Wiele hałasu o nic, z udziałem czterdziestoosobowej obsady, które odbyło się w Forlì 23 lipca 1946. Część zespołu pozostała we Włoszech odkomenderowana do filmu oraz Teatru Rewiowego Kazimierza Krukowskiego, część 2 sierpnia 1946 wyjechała do Anglii.
Po przybyciu do Wielkiej Brytanii teatr został włączony do Polskiego Korpusu Przysposobienia i Rozmieszczenia. Wskutek przedłużającego się transportu sprzętu oraz całego dobytku z Włoch pierwsze próby odbyły się dopiero w grudniu 1946. Ta przedłużająca się przerwa przyczyniła się do odchodzenia kolejnych aktorów, którzy czasem organizowali osobne zespoły teatralne. Pierwsze premiery Teatru Dramatycznego 2 KP odbyły się w styczniu 1947: 6 stycznia w Carlton Park wystawiono Pastorałkę, a 21 stycznia w Edynburgu – Skalmierzanki. Teatr dał także serię występów podczas festiwalu w londyńskim Scala Theatre, który odbył na początku lipca 1947. Zbiegło się to z jubileuszem czterolecia działalności teatru. Cykl przedstawień obejmował: Śluby panieńskie, Skalmierzanki, Gdzie diabeł nie może… oraz przedstawienie premierowe – Droga Konrada w reżyserii Radulskiego. Po tych wydarzeniach teatr podzielił się na dwie grupy. Jedna pod kierownictwem Jadwigi Domańskiej wraz z Leopoldem Pobóg-Kielanowskim pozostała w Anglii, a druga z Wacławem Radulskim przeniosła się do Szkocji, gdzie odbyła objazd po miejscowościach Szkocji i Anglii, odwiedzając skupiska Polaków.
Choć 2 Korpus Polski został rozwiązany w 1947, teatr nadal w swojej nazwie eksponował przynależność do środowiska andersowskiego. Na początku 1948 miała miejsce jeszcze jedna ważna premiera – Chory z urojenia Moliera. Oficjalnie Teatr Dramatyczny, podobnie jak inne czołówki i polskie zespoły teatralne w Wielkiej Brytanii, zakończył swoją działalność na mocy zarządzenia władz brytyjskich pod koniec sierpnia 1948. Pożegnalnym przedstawieniem było Wesele Wyspiańskiego 21 maja 1948. W trakcie swej pięcioletniej działalności teatr przygotował 20 premier, dał łącznie ponad sześćset przedstawień, które obejrzało ponad 300 tys. widzów.

### Kontynuatorzy
W 1948 teatr został przekształcony w Polski Teatr Dramatyczny pod kierownictwem Leopolda Kielanowskiego i otrzymał status cywilny. W 1954 roku zmienił nazwę na Teatr Polski im. Słowackiego. W 1956 przekształcił się w Teatr Polski, a w 1960 – w Teatr Polski ZASP. Jego kontynuatorem był założony w latach 80. XX wieku Teatr Nowy POSK (Polskiego Ośrodka Społeczno-Kulturalnego).

## Zespół artystyczny
Reżyserzy
- Wacław Radulski
- Stanisław Belski

Aktorzy
- Jadwiga Domańska
- Hugo Krzyski
- Leopold Pobóg-Kielanowski
- Jadwiga Andrzejewska[11]
- Wojciech Wojtecki[12]
- Kazimierz Utnik[6]
- Ludwik Lawiński
- Antoni Adamski
- Zygmunt Turkiewicz
- Zygmunt Rewkowski
- Feliks Karpowicz
- Hanna Wańska
- Jan Buchwald
- Jerzy Kopczewski
- Wiesław Mirecki
- Maria Klimaszewska
- Barbara Reńska
- Maryna Buchwaldowa
- Henryk Szyfman
- Karol Guttman
- Mieczysław Malicz
- Ewa Kuncewicz
- Wanda Baczyńska
- Krystyna Granowska
- Janina Gaar
- Maria Bruhl
- H. Czechówna
- Antoni Puchalski
- Michał Wróbel
- A. Frączkowski
- Aleksander Żabczyński[13]
- Albin Ossowski
- Aleksander Butscher jr
- Stanisław Belski
- Krystyna Molter
- Hanna Wdowińska
- Ada Iwanowska
- Antoni Kaczorowski
- Bogdan Urbanowicz
- Andrzej Hyczka
- Roman Ratschka
- Adolf Bożyński

Scenografowie
- Ludwik Wiechecki
- Zygmunt Turkiewicz
- Tadeusz Orłowicz[14]